# El Oro de Hidalgo
El Oro oder El Oro de Hidalgo ist eine Kleinstadt mit knapp 6.000 Einwohnern und Hauptort der ungefähr 40.000 Einwohner zählenden gleichnamigen Gemeinde (municipio) im Nordwesten des mexikanischen Bundesstaats México. Wegen seines kolonialzeitlichen Charakters zählt der Ort zu den Pueblos Mágicos.

## Lage und Klima
Die Kleinstadt El Oro liegt in den waldreichen Bergen am nordwestlichen Rand des Hochtals von Mexiko ca. 160 km (Fahrtstrecke) nordwestlich von Mexiko-Stadt in einer mittleren Höhe von etwa 2740 m; Toluca, die Hauptstadt des Bundesstaats, befindet sich knapp 100 km südöstlich. Das Klima ist gemäßigt bis mild; der für mexikanische Verhältnisse reichliche Regen (ca. 875 mm/Jahr) fällt hauptsächlich während des Sommerhalbjahrs.

## Bevölkerung
| Jahr      | 2000  | 2005  | 2010  |
| Einwohner | 6.114 | 5.797 | 5.776 |

Nur ein Teil der Einwohner ist spanischer Abstammung; Umgangssprachen sind Spanisch sowie ein regionaler Nahuatl-Dialekt.

## Wirtschaft
Die heutigen Bewohner leben von der Landwirtschaft, wozu auch der Obstbau und die Kleinviehhaltung zählen; außerdem spielt die Forstwirtschaft eine nicht unbedeutende Rolle. Im Ort selber haben sich Kleinhändler, Handwerker und Dienstleister aller Art niedergelassen, die die wachsende Zahl der Tagestouristen mit allem Notwendigen versorgen.

## Geschichte
Die ersten bekannten Bewohner der Gegend waren aus dem Norden zugewanderte nomadisierende Indianerstämme, die hier sesshaft wurden, aber keine Steinbauten errichteten. Im 12. bzw. 13. Jahrhundert wurde die Gegend von den Tolteken und Chichimeken beherrscht; im ausgehenden 15. Jahrhundert kam die Region unter die militärisch-politische Dominanz der Azteken, doch ging deren Reich ca. 50 Jahre später mit der Eroberung Tenochtitláns (1519–1521) durch Hernán Cortés unter. Das hochgelegene und nur dünn besiedelte Bergland blieb lange Zeit von den spanischen Conquistadoren unberührt; erst als um die Mitte des 17. Jahrhunderts Gold gefunden wurde, kamen die ersten Schatzsucher und in ihrem Gefolge jesuitische Missionare, auf deren Initiative hin im Jahr 1772 der Ort entstand – ein anderes Gründungsjahr (1787) wird auf die Minenbesitzer zurückgeführt. Im Jahr 1902 erhielt der Ort die vollen Stadtrechte. Mit einer Ausnahme wurden in den ersten Dekaden des 20. Jahrhunderts alle Minen geschlossen. Im Jahre 1905 wurde die damals weltweit längste Hochspannungsleitung zwischen Necaxa über Mexiko-Stadt nach El Oro gebaut und mit 60 kV betrieben. Teile dieser Anlage sind trotz des Alters noch im Originalzustand im Betrieb, in der Nähe von El Oro stehen noch unbeseilte Masten.

## Sehenswürdigkeiten
- Die Kirche der Nuestra Señora de Guadalupe stammt aus dem 19. Jahrhundert; die Zweiturmfassade weist auf die Bedeutung des Ortes hin. Das Innere des Bauwerks ist nur einschiffig; einige Stuckarbeiten verweisen auf barocke Vorbilder, doch sind die Wand- und Deckenmalereien eher streng.
- Das Rathaus (Palacio Municipal) wurde im Jahr 1910 in europäischen Stilformen erbaut. Im Innern befinden sich Wandmalereien (murales), die an das Minenwesen erinnern.
- Etwa zur selben Zeit entstand das Teatro Juárez, wo auch Enrico Caruso auftrat.
- Das Museo minero präsentiert Werkzeuge sowie Bilder der Minenarbeiter; daneben werden auch Mineralien gezeigt.
- Der Bahnhof entstand anlässlich eines Besuchs des Staatspräsidenten Porfirio Díaz.